# بيترو غيرا
بيترو غيرا (بالإيطالية: Pietro Guerra)‏ مواليد 28 يونيو 1943 في إيطاليا، هو دراج إيطالي سابق في صنف سباق الدراجات على الطريق. سبق أن شارك في دورة الألعاب الأولمبية الصيفية وفاز بميدالية أولمبية.

## سجل النتائج

### سباقات أو مراحل فاز بها
- طواف فرنسا
- طواف إسبانيا
- بطولة العالم لسباق الدراجات على الطريق

## الميداليات
| الميدالية | المسابقة                       |
| --------- | ------------------------------ |
| فضية      | الألعاب الأولمبية الصيفية 1964 |

## وصلات خارجية
- الموقع الرسمي

## روابط خارجية
- بيترو غيرا على موقع أرشيف الدراجات (الإنجليزية)
- بيترو غيرا على موقع إحصائيات الدراجات الإحترافية (الإنجليزية)
- بيترو غيرا على موقع CycleBase (الإنجليزية)
- بيترو غيرا على موقع اللجنة الأولمبية الدولية (الإنجليزية)
- بيترو غيرا على موقع أوليمبيديا (الإنجليزية)
- بيترو غيرا على موقع اللجنة الأولمبية الإيطالية (الإيطالية)